# 韋爾布卡河 (斯盧奇河支流)
韋爾布卡河（烏克蘭語：Вербка），是烏克蘭北部的河流，屬於斯盧奇河的右支流。該河發源自布爾基夫齊附近，流經日托米爾州的日托米爾區，河道全長25公里。